# 귀를 기울이면 (영화)
《귀를 기울이면》(耳をすませば 미미오스마세바[*], 영어: If You Listen Closely)은 1995년 공개된 일본의 애니메이션 영화이다. 히이라기 아오이의 동명 만화를 원작으로 한다.

## 줄거리
여중생인 시즈쿠는 책을 읽다가 도서카드에서 〈세이지〉라는 이름을 보게 된다. 그러던 어느 날 시즈쿠는 대출한 책을 잃어버린 일이 계기가 되어 그 세이지를 직접 만나게 된다. 세이지는 바이올린 장인을 꿈꾸는 소년이었으며 시즈쿠와 사랑에 빠지지만 세이지는 유학을 떠나야 하는 상황을 맞게 된다. 시즈쿠는 확고한 꿈을 갖고 유학을 떠나는 세이지를 본받아 자신의 특기인 글쓰기로 소설을 쓰기로 결심한다.

## 제작
1990년대 초 미야자키 하야오 감독은 〈바람계곡의 나우시카〉의 만화판 연재를 마무리하고 장편 애니메이션 영화 《모노노케 히메》를 구상하던 시점이었다. 하지만 이와는 별개로 새로운 스태프와 함께 만화 《귀를 기울이면》의 애니메이션화에 도전하기 위해 기획을 시작하였다. 예전부터 미야자키 감독의 팬이었던 원작자 히이라기 아오이는, 지브리 스튜디오 관계자와의 통화에서 감독이 자신의 작품을 영화화하고 싶다는 뜻을 전해듣자, 믿기 힘들어 "농담하시는 거죠?"라 대답했다는 에피소드가 전해진다.
미야자키 하야오의 장인어른이 지은 산장에는 조카들이 옛날에 읽던 소녀만화 잡지가 남아있었는데, 매 여름 휴가때마다 그걸 읽는 것이 미야자키 감독의 습관이었다. 1989년 여름, 늘 읽던 잡지가 너덜너덜해지자 농협 슈퍼에서 새것을 사곤 했는데, 그렇게 두번째로 구입한 잡지에 원작 만화 〈귀를 기울이면〉의 2회차 연재가 실려 있었고 이에 관심을 갖게 된 것이 제작 계기라고 한다. 한편 영화 《귀를 기울이면》 문고판에 실린 스즈키 도시오의 해설에서도 산장은 미야자키 감독의 장인어른이 쓰던 아틀리에라며 비슷한 유래를 전하고 있다. 미야자키 감독과 휴가를 함께했던 스즈키 도시오와 오시이 마모루, 이노 히데아키는 《귀를 기울이며》의 단편에서부터 전체 이야기가 어떻게 전개될지를 부풀려 나갔다고 하며, 실제로 나중에 미야자키 감독이 원작을 전부 읽었을 때 스토리가 다르다며 화를 냈다고 한다.
제작 과정에서 미야자키 감독의 역할은 스토리 구상과 스태프의 스케줄 관리였으며, 감독으로는 미야자키의 추천으로 곤도 요시후미가 맡게 되었다. 곤도 감독은 미야자키 감독과 다카하타 이사오 감독의 캐릭터 디자인과 작화감독을 맡으며 두 감독을 보조해왔었다. 곤도 감독은 오래 전부터 사춘기를 겪는 어린이를 주인공으로 '토토로 없는 토토로'를 만들고 싶다고 생각하고 있었고, 어른의 축소판과 같은 그들의 어깨에서 어떻게든 짐을 덜어 편안하게 만들어 주었으면 좋겠다고 생각하며, 그런 의미에서 이 작품을 제작할 수 있게 되어 정말로 행복하다고 말했다.
미야자키 감독은 존 덴버의 〈Take Me Home, Country Roads〉를 본 작품의 또다른 원작이자 영화의 주제가로 삼았다. 이에 따라 원작 설정에서 세이지가 몰두하던 그림그리기를 바이올린 제작으로 바꿨다. 또 바이올린 뿐만 아니라 비올라 다 감바, 리코더, 코르넷, 류트 같은 옛날 서양악기들도 몇몇 등장한다. 작중 감옥에서 바이올린을 만드는 직공 삽화는 미야자키 하야오의 둘째아들 미야자키 케이스케의 작품이다. 또 시즈쿠가 고민하던 소설인 바론 공작 이야기도 따로 구상해, 배경화에 일러스트레이터 이노우에 나오히사를 기용해 색다른 스타일의 영상 제작에 성공했다. 이 과정에서 당초 90분으로 기획된 러닝타임이 110분을 넘겨 장편이 되었다.
또다른 특징은 디지털 기술 활용인데, 당초 미야자키 감독은 수작업을 고집하고 디지털 기술에 반대했었다고 한다. 하지만 스즈키 도시오가 미야자키 감독 스스로 PC에 흥미를 갖도록 기다린 결과 디지털 기술을 활용할 수 있게 되었다. 총 세가지 부문에서 활용되었는데, 첫번째는 색지정을 컴퓨터로 진행한 것이며, 두번째는 디지털 합성이었다. 《폼포코 너구리 대작전》에 참여한 니혼TV 소속 칸노 요시노리의 협력으로 바론 공작 이야기 파트에서 지금까지와는 다른 촬영방식을 진행할 수 있었다. 마지막은 돌비 시스템을 채택한 것으로, 일본 내 돌비 시스템 사용은 《고질라 VS 메카고질라》에 이어 두번째로 기록됐다. 이에 관한 에피소드도 전해지는데 1994년 10월 미국 돌비 래버러토리스 부사장이 지브리 스튜디오를 방문해 미야자키 감독에게 "당신은 일본의 스필버그 아니냐. 당신이 음향에 신경쓰지 않는다면, 일본영화의 음향은 전혀 나아지지 않을 것이다"라 설득하자 미야자키 감독도 "좋다, 그럼 이번에는 꼭 그 돌비 디지털을 사용해 보자. 그것 뿐만 아니라 음향제작에도 충분한 시간을 들여서 지금까지 없었던 좋은 음향을 만들어보자"라고 화답했다고 한다. 결과적으로 도호 사운드 스튜디오의 니시오 노보루 (西尾昇)가 합류해 전용 작업 스튜디오 '문'을 열어 일본 애니메이션 최초로 돌비 디지털이 채택되었다. 1990년대 중반 당시만 해도 돌비 디지털을 지원하는 영화관은 일본 내에서도 극소수였던 만큼, 기술채택에 있어 지브리의 새 출발점이 되는 영화가 될 수 있었다.

## 사운드트랙
오프닝 테마
- 〈Take Me Home, Country Roads〉

작사·작곡 - 존 덴버, 빌 다노프, 태피 니버트 / 노래 - 올리비아 뉴턴 존
엔딩 테마
- 〈カントリー・ロード 컨트리 로드〉

일본어 번역 가사 - 스즈키 마미코 / 작사 보조 - 미야자키 하야오 / 편곡 - 노미 유지 / 노래 - 혼나 요코
상기의 곡에 일본어 가사를 붙인 것. 극 중에서는 시즈쿠가 역사한 설정이 되어 있다.

## 수상 및 후보
- 제13회 골든 그로스상·최우수 금상, 머니 메이킹 감독상
- 일본 영화 부흥상·일본 영화 장려상
- 전국 영련상·신인 감독상
- 아동 복지 문화상
- 중앙 아동 복지 심의회 특별 추천 문화재

## 박스오피스 기록
(일본)
| 내용         | 기록         | 보족   |
| ------------ | ------------ | ------ |
| 배급 수입    | 18.5억 엔    | 84일간 |
| 관객 동원 수 | 208만 8967명 | 84일간 |
| VHS          | 40만 개      |        |

## 텔레비전 방송 시청률
| 횟수 | 방송일                | 시청률 |
| ---- | --------------------- | ------ |
| 1    | 1996년 10월 11일 (금) | 18.5%  |
| 2    | 1998년 10월 23일 (금) | 17.9%  |
| 3    | 2000년 11월 10일 (금) | 19.6%  |
| 4    | 2002년 7월 19일 (금)  | 20.5%  |
| 5    | 2004년 3월 12일 (금)  | 18.9%  |
| 6    | 2006년 3월 10일 (금)  | 15.2%  |
| 7    | 2008년 2월 22일 (금)  | 15.1%  |
| 8    | 2010년 7월 9일 (금)   | 16.7%  |
| 9    | 2013년 7월 5일 (금)   | 13.3%  |